# Vojtech Porubský
Vojtech Porubský (17. března 1921 – ???) byl slovenský a československý politik Komunistické strany Slovenska a poúnorový poslanec Národního shromáždění ČSR.

## Biografie
Ve volbách roku 1954 byl zvolen za KSS do Národního shromáždění ve volebním obvodu Želiezovce-Levice. V parlamentu setrval až do konce funkčního období, tedy do voleb roku 1960. K roku 1954 se profesně uvádí jako strojník státního statku v obci Čajakovo.